# World Psychiatry
World Psychiatryは、精神医学分野を扱う査読付き学術雑誌のこと。世界精神医学会の公式出版物であり、ワイリー・ブラックウェルから発行されている。

## 概要
ジャーナルサイテーションレポートによるこの雑誌の2022年のインパクトファクターは73.3で、精神医学カテゴリーの雑誌155誌中第1位である。
PubMed、Current Contents、Clinical Medicine、Social and Behavioral Sciences、Science Citation Index Expanded、およびEmbaseで要約され、索引付けされている。
英語版に加えて、アラビア語、中国語、フランス語、ロシア語、スペイン語、トルコ語でも発刊されている。